# Ladendiebstahl

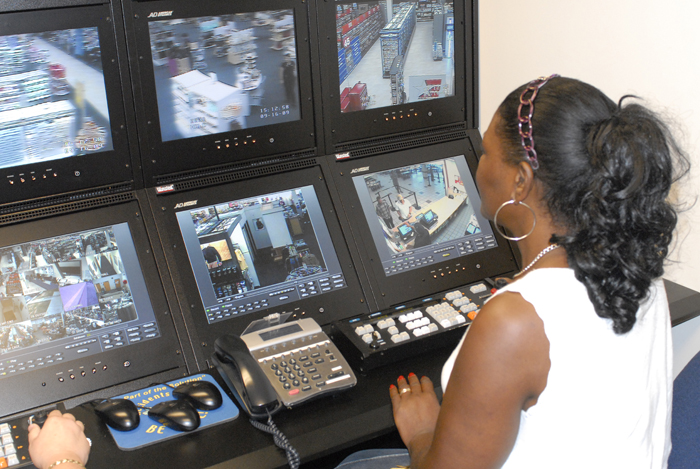
Überwachungsanlage in einem Laden der US-Army

Der Ladendiebstahl (englisch shoplifting) ist in der Massenkriminalität ein Straftatbestand, der als Diebstahl von Waren aller Art in Läden unter Strafe gestellt ist.
Seit Anfang der 1990er Jahre hat sich die Zahl der gemeldeten Fälle in Deutschland mehr als halbiert und sank somit wesentlich schneller, als die der Straftaten insgesamt. Dieser Rückgang folgt dem Trend, der in allen westlichen Ländern zu beobachten ist.

## Allgemeines
In der Regel handelt es sich um einen Vermögensdelikt von Gütern mit geringem Wert, selten mehr als 250 Euro. Ladendiebstähle machen im stationären Einzelhandel, namentlich im Selbstbedienungsladen, den größten Anteil an den Inventurdifferenzen aus, zu denen auch betrügerische Wareneingangskontrolle und Manipulationen bei der Preisauszeichnung beitragen. Obwohl zahlreiche Maßnahmen zur Diebstahlsprävention zur Verfügung stehen (organisatorische, ladengestalterische und personelle Maßnahmen sowie technische und elektronische Hilfsmittel), verschwinden im deutschen Einzelhandel jährlich Waren im Wert von ca. 4 Milliarden Euro. Ob und inwieweit die Abwehrmaßnahmen wirken, hängt von vielen betriebsindividuellen Faktoren ab, z. B. von Betriebstyp, Betriebsgröße, Organisationsform und Kundenkreis, nicht zuletzt von der „Psychologie der Sicherung“.

## Kriminologie
- Diagrammdaten:
- Definition |
- Rohdaten |
- Hilfe

Ladendiebstahl nahm in Deutschland 2021 mit ca. 17 % aller begangenen Diebstähle einen der größten Anteile ein.
Wird der Diebstahl sofort bemerkt und können die Personalien des Täters durch eigens engagierte Ladendetektive festgestellt werden, erfolgt in der Regel eine Strafanzeige. Diebstähle, die erst durch die Kontrolle des Warenbestandes vermutet oder festgestellt werden, kommen dagegen zumeist nicht zur Anzeige. Daraus erklärt sich die Diskrepanz zwischen der hohen „Aufklärungsquote“ der registrierten Ladendiebstähle (in Deutschland 90 %, in der Schweiz 84,6 %) und der sehr hohen Dunkelziffer.
Nach der Polizeilichen Kriminalstatistik wurden im Jahr 2021 in Deutschland 256.694 Ladendiebstähle angezeigt. Seit einem Höhepunkt 1993 ging die Häufigkeit der Anzeigen wegen Ladendiebstahls insgesamt um fast zwei Drittel zurück, stieg aber dann von 2021 auf 2022 wieder massiv um 34,3 % an. Sie sanken damit wesentlich schneller, als die Straftaten insgesamt, die in diesem Zeitraum nur um 27 % zurückgingen. Im selben Zeitraum ist jedoch die des schweren Ladendiebstahls auf das doppelte gestiegen. Der schwere Ladendiebstahl machte 2021 allerdings nur 7 % aller Ladendiebstähle aus. Das Muster eines Rückgangs der Häufigkeit von Diebstahl seit Anfang der 1990er Jahre findet sich in allen westlichen Ländern und wird als Teil eines allgemeinen Kriminalitätsrückgangs gesehen. Von Seiten der Ladenbetreiber wird dieser Rückgang teilweise so nicht wahrgenommen, obwohl er hier vergleichbar ist mit anderen Diebstahlbereichen beispielsweise in Deutschland.

## Rechtsfragen

### Deutschland
In der Kriminologie ist beim Ladendiebstahl der Tatort ein Laden und richtet sich gegen den Betreiber, der eine juristische oder natürliche Person sein kann.

#### Strafrecht
Der Ladendiebstahl ist kein eigenständiger Tatbestand des Strafrechts, sondern eine kriminologische Bezeichnung für das Vergehen des Diebstahls. Dazu tritt tateinheitlich ein Hausfriedensbruch, sofern der Dieb erkennbar in der Absicht zu stehlen das Geschäftslokal betritt. An der Erkennbarkeit fehlt es aber in der Regel, da kein Dieb in der Weise einen Laden betritt, indem er zum Ausdruck bringt, er habe vor, einen Diebstahl in diesem Geschäft zu begehen, wenn er z. B. eine Diebesschürze mitführt. Vorstellbar sind auch Tatkonstellationen, in denen nach der Wertung der Laiensphäre ein Ladendiebstahl, juristisch ein Betrug, z. B. Umtauschbetrug oder Umetikettierungsbetrug, angenommen werden kann. Juristisch ebenfalls denkbar, durch die Umetikettierung oder das Überkleben des ursprünglichen Etikettes durch ein anderes Preisschild, ist eine Urkundenfälschung, weil die Ware zusammen mit dem Preisschild eine Beweiseinheit bildet (§ 267 Abs. 1 Var. 2 Strafgesetzbuch (StGB) in Tateinheit mit einer denkbaren Sachbeschädigung an den einzelnen Preisschildern, sollten diese beschädigt werden § 303 StGB).
Ein Diebstahl geringwertiger Sachen liegt vor, wenn der Wert unter 25 € bis 30 € beträgt. Neuere Tendenzen der Rechtsprechung setzen angesichts der fortschreitenden Lohn- und Preisentwicklung mittlerweile die Grenze bei 50 € an. Diese Regelung betrifft damit die Mehrzahl aller Ladendiebstähle. Die Wertgrenze ist nicht gesetzlich geregelt, sondern orientiert sich in der Praxis auch an der allgemeinen Preissteigerung. Vor einigen Jahren wurde sie von den Gerichten noch bei 50 DM gezogen. Nach § 242, § 248a StGB ist bei einem Diebstahl geringwertiger Sachen ein fristgemäßer Strafantrag des Geschädigten erforderlich. Fehlt er, kann dieses (relative) Verfahrenshindernis dadurch ersetzt werden, dass die Staatsanwaltschaft das öffentliche Interesse an der Strafverfolgung bejaht. Die Geschädigten stellen jedoch in aller Regel Strafantrag, zumeist ab einem Warenwert von 10 €.
Die Konstellation der Geringwertigkeit ist aus der früheren Übertretung des Mundraubs entstanden, der anders als der Diebstahl nur eine geringe Strafdrohung enthielt.
Der Strafrahmen des Diebstahls sind Geld- oder Freiheitsstrafe bis fünf Jahre. Die konkrete Strafzumessung im Einzelfall richtet sich nach einer Vielzahl von Faktoren. Viele Ladendiebe erscheinen als Ersttäter; gegen einen Wiederholungstäter kann eine Freiheitsstrafe verhängt werden, die nicht zur Bewährung ausgesetzt wird. Ein besonderes Problem sind Ladendiebstähle im Rahmen der Beschaffungskriminalität, wenn der Täter also seinen Lebensunterhalt aus den Diebstählen bestreitet.

#### Sanktionen und Erwägungen außerhalb des Strafrechts
Die Strafe, die durch ein Gericht verhängt wird, oder die Geldauflage, die im Rahmen einer Verfahrenseinstellung an die Staatsanwaltschaft gezahlt wird, darf nicht mit der „Vertragsstrafe“ oder „Fangprämie“ verwechselt werden, die die betroffenen Kaufhäuser oder Ladenketten zumeist bei der Entdeckung der Tat von den Ladendieben verlangen. Zu der Fangprämie hat der BGH geurteilt, dass eine verlangte Pauschale bezahlt werden muss, wenn sie angemessen ist. Dies ergibt sich aus den § 249 und § 823 BGB.
Aufgrund der Tatsache, dass Ladendiebstahl häufig auftritt, der Schaden zumeist gering und die Beweislage klar ist, wird immer wieder die Möglichkeit diskutiert, den Ladendiebstahl aus dem Bereich der Straftaten herauszunehmen und nur noch als Ordnungswidrigkeit zu ahnden. Hierfür spricht die damit verbundene mögliche Entlastung der Justiz. Andererseits ist so die erforderliche härtere Bestrafung von Wiederholungstätern nicht sichergestellt und beinhaltet eine Bagatellisierung des Unrechts. Sofern der Täter zugleich Mitarbeiter im Ladengeschäft ist, kann ihm fristlos gekündigt werden.

#### Gewahrsamsbruch
Ein Ladeninhaber hat Gewahrsam an allen Waren in seinem Geschäft – auch (indirekt) an denen, die gerade im Einkaufswagen eines Kunden liegen. Ein Gewahrsamsbruch liegt vor, wenn ein „Kunde“ dem Ladeninhaber diese Hoheit entzieht. So darf ein versuchter Ladendiebstahl vom Wachpersonal angenommen werden, wenn der „Kunde“ die Ware verbirgt – sie unter der Kleidung versteckt, in anderer Ware verbirgt oder anderweitig der Blick- und Kontrollmöglichkeit des Ladenpersonals entzieht.

### Österreich
Unter Ladendiebstahl versteht man in Österreich den Diebstahl in der Grundausprägung des § 127 Ö-StGB, so insbesondere in Selbstbedienungseinrichtungen und sonstigen Läden, ohne dass qualifizierende Elemente wie Wert der gestohlenen Sachen über 5.000 Euro, Einbruch, Waffen, räuberischer Diebstahl, gewerbsmäßiger Diebstahl oder Diebstahl im Rahmen einer kriminellen Vereinigung vorliegen. Die Strafdrohung beträgt bis zu 6 Monate Freiheitsstrafe oder eine Geldstrafe bis zu 360 Tagessätzen. Ist der Wert der gestohlenen Waren höher als 5.000 Euro, geht der Strafrahmen bis drei Jahre, bei einem Wert über 300.000 Euro von einem bis zehn Jahre.

### Schweiz
Auch in der Schweiz ist der Ladendiebstahl eine Form des Diebstahls, der nach Art. 139 CH-StGB geahndet wird. Bis zu einem Warenwert von etwa 300 Franken handelt es sich um ein geringfügiges Vermögensdelikt nach Art. 172ter CH-StGB, d. h. der Geschädigte muss einen Strafantrag stellen, damit es zum Strafverfahren kommt. Bei einem höheren Warenwert wird der Ladendiebstahl hingegen von Amts wegen verfolgt.
Im Jahr 2018 registrierte die Polizei in der Schweiz rund 112.000 Diebstähle, was einem Rückgang von 7,9 % gegenüber dem Vorjahr entspricht. Im Rekordjahr 2012 wurden noch 219.000 Diebstähle registriert. Dazu gehören statistisch Einbruch, Diebstahl und Taschendiebstahl, nicht jedoch Ladendiebstahl oder Fahrzeugdiebstahl.

## Sicherheitsmaßnahmen
Der Einsatz von Ladendetektiven und Türstehern dient der Prävention und Repression. In vielen Ladengeschäften ist eine Videoüberwachung installiert. Die Herbeiziehung der Polizei ist freiwillig, sie wird oft nur zur Identitätsfeststellung benötigt.
Eine weitere technische Einrichtung ist die Warensicherung mit Hilfe von elektronischen Sicherungsetiketten. Diese lösen einen Signalton aus, falls am Ausgang unbezahlte Ware detektiert wird. Aus handelspsychologischer Sicht sind Sicherungsmaßnahmen unter Umständen zweischneidig, wenn allzu stark haftende Preisetiketten (die preislichen „Etikettenschwindel“ verhindern) von solchen Kunden als verbraucherunfreundlich empfunden werden, die die Ware ohne Preisetikett verschenken wollen.